# Monticello (Minnesota)
Monticello ist eine Stadt (mit dem Status „City“) im Wright County im mittleren Süden des US-amerikanischen Bundesstaates Minnesota. Das U.S. Census Bureau hat bei der Volkszählung 2020 eine Einwohnerzahl von 14.455 ermittelt.
Monticello ist Bestandteil der Metropolregion Minneapolis–Saint Paul.

## Geografie
Monticello liegt im nordwestlichen Vorortbereich von Minneapolis am rechten Ufer des oberen Mississippi auf 45°18′20″ nördlicher Breite und 93°47′39″ westlicher Länge. Die Stadt erstreckt sich über 23,15 km².
Benachbarte Orte von Monticello sind Big Lake (5,5 km nordöstlich am gegenüberliegenden Mississippiufer), Otsego (18 km östlich), Albertville (14,1 km südöstlich), Buffalo (16,8 km südwestlich) und Clearwater (24,8 km nordwestlich).
Das Stadtzentrum von Minneapolis liegt 61,8 km in südöstlicher Richtung; das Zentrum von Saint Paul, der Hauptstadt von Minnesota, befindet sich 80,3 km in der gleichen Richtung.

## Verkehr
Die Hauptader des Straßenverkehrs durch Monticello wird durch die Interstate 94 und den hier deckungsgleich verlaufenden U.S. Highway 52 gebildet, die nordwestliche Ausfallstraße der  Twin Cities entlang des Mississippi. Im Zentrum von Monticello kreuzt die Minnesota State Route 25 und überquert an der nordöstlichen Stadtgrenze über eine Brücke den Mississippi. Alle weiteren Straßen sind untergeordnete Fahrwege sowie innerstädtische Verbindungsstraßen.
Parallel zur I 94 verläuft eine Eisenbahnstrecke der BNSF Railway, der zweitgrößten Eisenbahngesellschaft des Landes.
Der nächstgelege Flugplatz ist der Buffalo Municipal Airport (19,9 km südlich). Der nächste Großflughafen ist der Minneapolis-Saint Paul International Airport (85,2 km südöstlich).

## Demografische Daten
Nach der Volkszählung im Jahr 2010 lebten in Monticello 12.759 Menschen in 4693 Haushalten. Die Bevölkerungsdichte betrug 551,1 Einwohner pro Quadratkilometer. In den 4693 Haushalten lebten statistisch je 2,68 Personen.
Ethnisch betrachtet setzte sich die Bevölkerung zusammen aus 92,6 Prozent Weißen, 1,5 Prozent Afroamerikanern, 0,5 Prozent amerikanischen Ureinwohnern, 1,0 Prozent Asiaten sowie 2,3 Prozent aus anderen ethnischen Gruppen; 2,1 Prozent stammten von zwei oder mehr Ethnien ab. Unabhängig von der ethnischen Zugehörigkeit waren 5,4 Prozent der Bevölkerung spanischer oder lateinamerikanischer Abstammung.
30,8 Prozent der Bevölkerung waren unter 18 Jahre alt, 59,7 Prozent waren zwischen 18 und 64 und 9,5 Prozent waren 65 Jahre oder älter. 50,8 Prozent der Bevölkerung war weiblich.

Das mittlere jährliche Einkommen eines Haushalts lag bei 66.748 USD. Das Pro-Kopf-Einkommen betrug 27.052 USD. 7,7 Prozent der Einwohner lebten unterhalb der Armutsgrenze.

## Bekannte Bewohner
- Joel Przybilla (* 1979) – Basketballspieler – geboren in Monticello